# 芝芜棱鳀
芝芜棱鳀（学名：Thryssa chefuensis），又名煙台棱鯷、突鼻仔、含西，为鳀科棱鳀屬的鱼类。分布于台湾岛等。本魚顎骨短，不達到背面超過前鰓蓋的後部邊緣，下鰓耙有不明顯地被形成一叢的鋸齒，臀鰭軟條25-31枚，體長可達10.7公分棲息在沿海海域，喜群游。